# Pierre Dupong
Pour les articles ayant des titres homophones, voir Pierre Dupont.
Pour les articles homonymes, voir Dupong.
Pierre Dupong, né le 1er novembre 1885 à Heisdorf (Luxembourg) et mort le 23 décembre 1953 à Luxembourg (Luxembourg), est un homme d'État luxembourgeois, président du gouvernement pendant seize ans du 5 novembre 1937 jusqu'à sa mort.

## Biographie
Pierre Dupong a effectué ses études supérieures de droit à Berlin, Fribourg et Paris de 1907 à 1910, une période qui ne pouvait être qu'une combinaison d'apprentissage et de tentative de saisir plus que les concepts élémentaires de jurisprudence, de gouvernance et de doctrine sociale au contact des meilleurs représentants de la discipline. Il agissait conformément à sa nature en ce sens que, imitateur de Montalembert, Ketteler et Vogelsang, il reprenait l'esprit démocratique dans son essence selon les mesures chrétiennes à l'école de Decurtius, Albert de Mun, Fréderic Ozanam, Marc Sangnier et Anton Orel (de) et concevait la lutte pour la justice comme une lutte continue pour la consolidation de la paix religieuse, sociale et nationale.
Avec de telles conceptions, il rentre au Luxembourg et est tellement imprégné de ses idéaux qu'il rejoint sans hésiter les rangs de ceux qui, bien que n'appartenant pas encore à un parti politique doté d'un cadre fixe, s'efforcent dans d'autres instances d'apporter au peuple les idées catholiques sur l'État et la communauté.Ce n'est pas par hasard qu'il devint bientôt la force motrice des hommes plutôt isolés qui, au parlement comme dans la vie publique, s'efforcèrent d'abord d'unir puis de regrouper le peuple fondé sur la religion, et qui espéraient obtenir un succès décisif sur le Bloc de gauche apparemment tout-puissant en organisant un corps national.
Au fur et à mesure de l'augmentation du nombre de députés désignés par les chrétiens à la Chambre, les élus ont de plus en plus perçu la nécessité de passer du système des réunions occasionnelles de collusion au régime d'un parti ordonné et lié par la loi.
L'avocat Dupong a attiré l'attention sur le fait qu'il s'était fait, pour ainsi dire, le porte-parole du parti naissant et semblait préparer des principes directeurs fondamentaux. On ne pouvait donc que considérer comme acquis que cette puissance à forte intensité énergétique serait exploitée aux fins des travaux qui n'étaient pas encore achevés pour l'essentiel. Dans la première partie de la communication écrite, le secrétaire général s'exprime :
Le 16 janvier 1914, dans une petite salle de la Maison du peuple luxembourgeois, le Parti de la droite luxembourgeoise est fondé. L'assemblée fondatrice était composée de représentants de la presse catholique, de l'Association du peuple et du groupe de députés libres alors connu sous le nom de « Parti populaire catholique ».
Après avoir contribué à fonder le Parti de la droite en 1914, il est élu député dans le canton de Capellen en 1915. En 1936, il devient ministre des Finances, de la Prévoyance sociale et du Travail avant d'accéder, une année plus tard, au poste de chef du gouvernement. Entre 1940 et 1944, il dirige le gouvernement en exil, après l'occupation du Luxembourg par l'Allemagne nazie.
En 1944, il fonde le Parti populaire chrétien-social) (CSV), le principal parti conservateur luxembourgeois dans l'après-guerre.
Parallèlement à son rôle de chef du gouvernement, il sera également Ministre des Finances et de la Force armée du 5 novembre 1937 au 1er mars 1942, Ministre des Finances, du Travail, de la Prévoyance sociale et des Mines, de l’Assistance sociale, de l’Épuration du 1er mars 1947 au 14 juillet 1948, ministre des Finances, du Travail, de la Prévoyance sociale et des Mines, ministre de la Force armée a.i. du 14 juillet 1948 au 3 juillet 1951 et ministre des Finances, de l’Agriculture et des Dommages de guerre du 3 juillet 1951 au 23 décembre 1953.
Il meurt en fonction, le 23 décembre 1953. Il est le père de Jean Dupong qui a été ministre et député pour le compte du CSV.

## Décorations
- Grand-croix de l'ordre de la Couronne de chêne (Luxembourg, 1946)
- Grand-croix de l'ordre d'Adolphe de Nassau (Luxembourg)
- Grand cordon de l'ordre de Léopold (Belgique)
- Grand-croix de l'ordre d'Orange-Nassau (Pays-Bas)
- Grand officier de la Légion d'honneur (France)